# Подгорці
Подгорці (словен. Podgorci) — поселення в общині Ормож, Подравський регіон‎, Словенія.